# Zbigniew Pędziński
Zbigniew Pędziński (ps. „Tytus” „Faytt”, ur. 7 kwietnia 1928 w Sierakowie Wielkopolskim, zm. 8 kwietnia 1967 w Poznaniu) – polski krytyk literacki, publicysta.

## Życiorys

### Życie prywatne

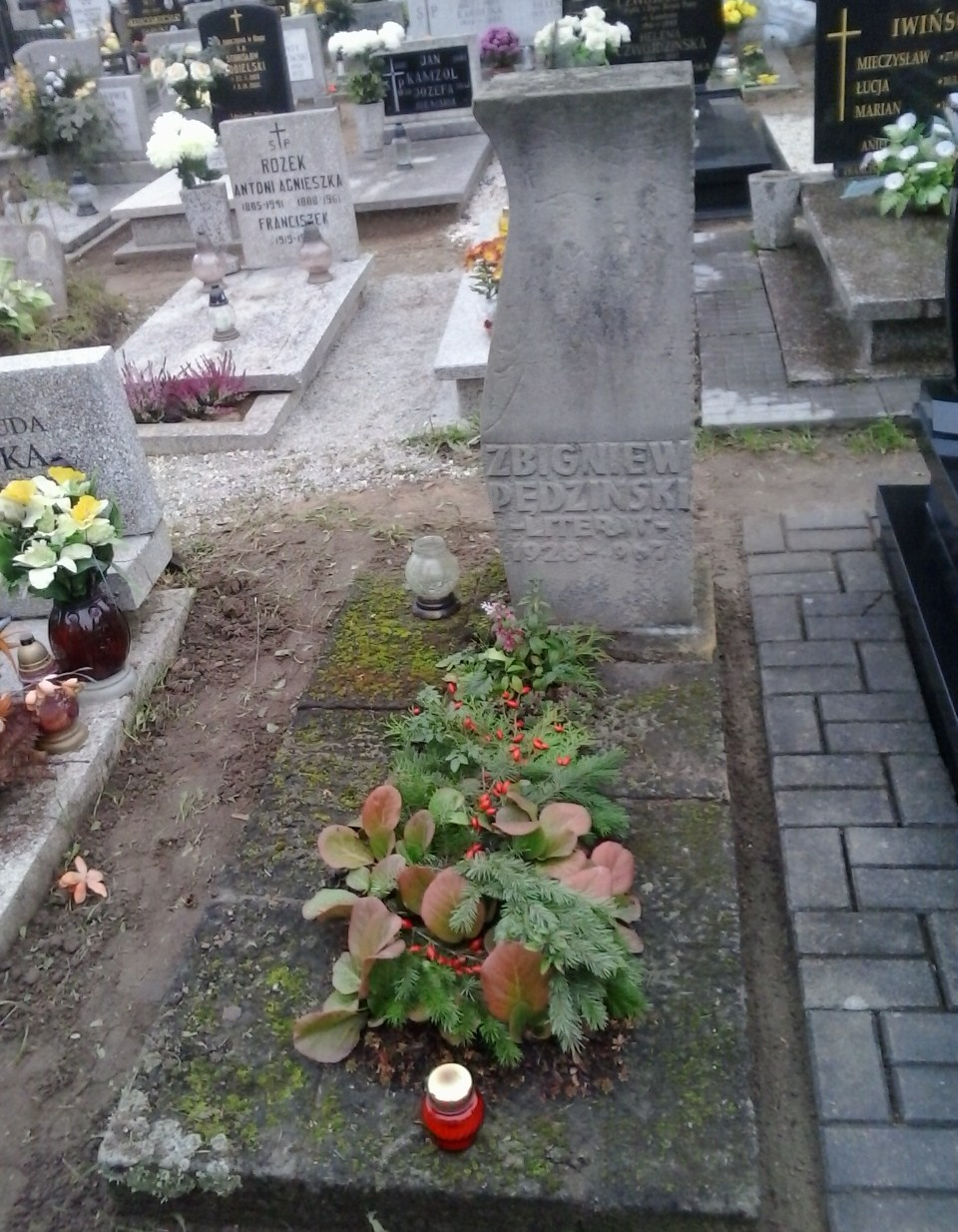
Nagrobek na cmentarzu Górczyńskim

Zbigniew Pędziński urodził się w Sierakowie Wielkopolskim, a rodzicami byli Władysław Pędziński, urzędnik skarbowy oraz Maria z domu Faytt. Chorował od urodzenia, więc nie mógł poruszać się samodzielnie. Żonaty był od 1953 z Danutą Koszewską i pozostawił syna Marcina (ur. 1963). Zmarł w Poznaniu 8 kwietnia 1967 i pochowany został na cmentarzu Górczyńskim (kwatera IIP-25-34).

### Wykształcenie i działalność publicystyczna
Okres okupacji niemieckiej spędził w Siedlcach, gdzie uczył się na tajnych kompletach gimnazjalnych. Mieszkańcem Poznania został od 1946, a rok później w gimnazjum Marii Magdaleny w Poznaniu otrzymał świadectwo maturalne. Od 1947 do 1951 na Uniwersytecie Poznańskim studiował polonistykę, filozofię oraz socjologię i z zakresu filologii polskiej uzyskał tytuł magistra. Jako krytyk literacki zadebiutował w 1952 recenzją zamieszczoną w „Przeglądzie Powszechnym” i prowadził przez następne 15 lat bardzo ożywioną działalność jako krytyk i publicysta. Współpracował z czasopismami: „Twórczość”, „Kamena”, „Tygodnik Kulturalny”, „Więź”, „Tygodnik Powszechny”, „Homo Dei” i innymi. Szczególną uwagę zwracał na twórczość pisarzy środowiska wielkopolskiego oraz literaturze niemieckiej. Współpracował także z Polskim Radiem oraz wydawnictwami, a od 1955 zaczął pracować naukowo w Instytucie Badań Literackich. Od 1955 członek Związku Literatów Polskich.

### Dorobek
Jego publikacjami było około 1200 esejów, artykułów, recenzji, felietonów, not, tom szkiców krytycznych Dalecy i bliscy (1957), wstępy do książek Wojciecha Bąka, Kazimiery Iłłakowiczówny, L. Proroka, Liona Feuchtwangera. W jego publicystyce, w której znajdowało się bardzo dużo zagadnień, na czołowym miejscu była problematyka religijna, moralna oraz rehabilitacji inwalidów. Wybór jego prac pt. Z notatnika szeregowego recenzenta (1971) ukazał się pośmiertnie.